# Psilopa nitidissima
Psilopa nitidissima är en tvåvingeart som beskrevs av Lamb 1912. Psilopa nitidissima ingår i släktet Psilopa och familjen vattenflugor.
Artens utbredningsområde är Seychellerna. Inga underarter finns listade i Catalogue of Life.